# Bargo
Bargo – miasto w Australii, w stanie Nowa Południowa Walia.